# Campionato mondiale di hockey su ghiaccio 1982
Il campionato mondiale di hockey su ghiaccio 1982 (48ª edizione) si è svolto dal 15 al 29 aprile 1982 in Finlandia, in particolare nelle città di Helsinki e Tampere. Esso è stato considerato anche come campionato europeo, alla sua 59ª edizione.
Vi hanno partecipato otto rappresentative nazionali. A trionfare è stata la nazionale sovietica, che ha conquistato così il 18º titolo mondiale ed il 21° europeo.

## Nazionali partecipanti
- Unione Sovietica
- Cecoslovacchia
- Svezia
- Canada
- Finlandia
- Germania Ovest
- Italia
- Stati Uniti

## Podio

### Mondiale
| Pos. | Squadra          |
| ---- | ---------------- |
| 1°   | Unione Sovietica |
| 2°   | Cecoslovacchia   |
| 3°   | Canada           |

### Europeo
| Pos. | Squadra          |
| ---- | ---------------- |
| 1°   | Unione Sovietica |
| 2°   | Svezia           |
| 3°   | Cecoslovacchia   |